# Stenochilus scutulatus
Espèce
Stenochilus scutulatus est une espèce d'araignées aranéomorphes de la famille des Stenochilidae.

## Distribution
Cette espèce est endémique du Rajasthan en Inde,.

## Description
Les mâles mesurent de 4,68 à 5,36 mm.

## Systématique et taxinomie
Cette espèce a été décrite par Platnick et Shadab en 1974.

## Publication originale
- Platnick & Shadab, 1974 : « A revision of the spider family Stenochilidae (Arachnida, Araneae). » American Museum Novitates, no 2556, p. 1-14 (texte intégral).